# Мерень (комуна, Телеорман)
Мерень, Мерені (рум. Mereni) — комуна у повіті Телеорман в Румунії. До складу комуни входять такі села (дані про населення за 2002 рік):
- Мереній-де-Жос (1861 особа) — адміністративний центр комуни
- Мереній-де-Сус (1357 осіб)
- Штефень (194 особи)

Комуна розташована на відстані 42 км на південний захід від Бухареста, 38 км на північний схід від Александрії, 146 км на схід від Крайови.

## Населення
За даними перепису населення 2002 року у комуні проживали 3412 осіб.
Національний склад населення комуни:
| Національність | Кількість осіб | Відсоток |
| -------------- | -------------- | -------- |
| румуни         | 3281           | 96,2%    |
| цигани         | 131            | 3,8%     |

Рідною мовою назвали:
| Мова      | Кількість осіб | Відсоток |
| --------- | -------------- | -------- |
| румунська | 3389           | 99,3%    |
| циганська | 23             | 0,7%     |

Склад населення комуни за віросповіданням:
| Релігія     | Кількість осіб | Відсоток |
| ----------- | -------------- | -------- |
| православні | 3404           | 99,8%    |
| бретрени    | 8              | 0,2%     |

## Зовнішні посилання
- Дані про комуну Мерень на сайті Ghidul Primăriilor